# Alex Bulkley
Alexander Bulkley (...) è un produttore televisivo, produttore cinematografico, regista e sceneggiatore statunitense, vincitore del Premio Oscar al miglior film d'animazione per Pinocchio di Guillermo del Toro.

## Biografia
Alex Bulkley ha co-fondato nel 1999 con Corey Campodonico lo studio di animazione ShadowMachine. Nel 2005, ha diretto e sceneggiato il film The Zodiac con Justin Chambers e Robin Tunney. Dal 2005 al 2012, a prodotto la serie Robot Chicken, per la quale ha vinto il Premio Emmy al miglior programma animato di breve formato nel 2010. Nel 2023, ha vinto il Premio Oscar al miglior film d'animazione per Pinocchio di Guillermo del Toro. 

## Filmografia

### Produttore

#### Cinema
- Hell and Back, regia di Tom Gianas (2015)
- Pinocchio di Guillermo del Toro (Guillermo del Toro's Pinocchio), regia di Guillermo del Toro e Mark Gustafson (2022)

#### Televisione
- Moral Orel - serie TV, 43 episodi (2005-2008)
- Robot Chicken - serie TV, 103 episodi (2005-2012)
- Robot Chicken: Star Wars, regia di Seth Green - film TV (2007)
- Robot Chicken: Star Wars Episode II, regia di Seth Green - film TV (2008)
- Titan Maximum - serie TV, 9 episodi (2009)
- Mary Shelley's Frankenhole - serie TV, 3 episodi (2010)
- Robot Chicken: Star Wars Episode III, regia di Chris McKay (2010)
- Dark Minions, regia di Ross Shuman - film TV (2013)
- TripTank - serie TV, 28 episodi (2014-2016)
- BoJack Horseman - serie TV, 77 episodi (2014-2020)
- Greatest Party Story Ever - serie TV, 12 episodi (2016)
- Jeff & Some Aliens - serie TV, 7 episodi (2017)
- Dallas & Robo - serie TV, 8 episodi (2018)
- The Shivering Truth - serie TV, 7 episodi (2018)
- Final Space - serie TV, 36 episodi (2018-2021)
- Human Discoveries - serie TV, episodio 1x01 (2019)
- Tuca & Bertie - serie TV, 30 episodi (2019-2022)
- The Andy Cohen Diaries - serie TV, 6 episodi (2020)
- Ten Year Old Tom - serie TV, 11 episodi (2021-2023)
- Little Demon - serie TV, 10 episodi (2022)
- Clone High - serie TV, 20 episodi (2023-2024)
- Strange Planet - Uno strano mondo (Strange Planet) - serie TV (2023)
- Praise Party - serie TV, 10 episodi (2023)
- The Tiny Chef Show - serie TV, 12 episodi (2023-2024)
- In the Known - serie TV, 6 episodi (2024)

#### Cortometraggi
- Rock Star 101, regia di Le'Von Webb (2001)
- Made by Molly, regia di Cameron Baity e Ben Zelkowicz (2010)
- Kaiju Confidential, regia di Ethan Shaftel (2019)
- Space Buddies, regia di Ethan Shaftel (2019)
- Ted Lasso: The Missing Christmas Mustache, regia di Jed Hathaway (2021)

### Regista

#### Cinema
- The Zodiac (2005)

#### Cortometraggi
- Suspects in the Murder of Miss May (1999)

#### Videoclip
- Narcissistic Cannibal - Korn (2011)
- End to the Lies - Jane's Addiction (2011)
- Irresistible Force - Jane's Addiction (2011)
- Put the Gun Down - ZZ Ward (2012)

### Sceneggiatore

#### Cinema
- The Zodiac, regia di Alex Bulkley (2005)

#### Cortometraggi
- Suspects in the Murder of Miss May, regia di Alex Bulkley (1999)

## Riconoscimenti
- Premio Oscar
  - 2023 - Miglior film d'animazione per Pinocchio di Guillermo del Toro
- Premio Emmy
  - 2007 - Candidatura al miglior programma animato della durata massima di un'ora per Robot Chicken
  - 2008 - Candidatura al miglior programma animato della durata massima di un'ora per Robot Chicken: Star Wars
  - 2009 - Candidatura al miglior programma animato della durata massima di un'ora per Robot Chicken: Star Wars Episode II
  - 2010 - Miglior programma animato di breve durata per Robot Chicken
  - 2011 - Candidatura al miglior programma animato per Robot Chicken: Star Wars Episode III
  - 2011 - Candidatura al miglior programma animato di breve durata per Robot Chicken
  - 2012 - Candidatura al miglior programma animato di breve durata per Robot Chicken
  - 2019 - Candidatura al miglior programma animato per BoJack Horseman
  - 2020 - Candidatura al miglior programma animato per BoJack Horseman
- Premi BAFTA
  - 2023 - Miglior film d'animazione per Pinocchio di Guillermo del Toro